# Matty Willock
Matthew Anthony Willock, detto Matty (Waltham Forest, 20 agosto 1996), è un ex calciatore montserratiano con cittadinanza britannica, di ruolo centrocampista.

## Biografia
È fratello di Chris e Joe, anch'essi calciatori professionisti.

## Carriera

### Club
Cresciuto nel settore giovanile dell'Arsenal, nel 2012 si trasferisce al Manchester United. Il 31 agosto 2017 passa in prestito annuale all'Utrecht; poco impiegato nel club olandese, il 31 gennaio 2018 viene ceduto fino al termine della stagione al St. Johnstone. Il 27 luglio 2018 passa, sempre a titolo temporaneo, al St. Mirren.

### Nazionale
Nel 2021 ha esordito con la nazionale montserratiana.

## Statistiche

### Presenze e reti nei club
Statistiche aggiornate al 17 novembre 2018.
| Stagione        | Squadra         | Campionato      | Campionato | Campionato | Coppe nazionali | Coppe nazionali | Coppe nazionali | Coppe continentali | Coppe continentali | Coppe continentali | Altre coppe | Altre coppe | Altre coppe | Totale | Totale | Totale |
| Stagione        | Squadra         | Comp            | Pres       | Reti       | Comp            | Pres            | Reti            | Comp               | Pres               | Reti               | Comp        | Pres        | Reti        | Pres   | Reti   |        |
| --------------- | --------------- | --------------- | ---------- | ---------- | --------------- | --------------- | --------------- | ------------------ | ------------------ | ------------------ | ----------- | ----------- | ----------- | ------ | ------ | ------ |
| ago. 2017-2018  | Utrecht         | E               | 3          | 0          | CO              | 2               | 1               | UEL                | -                  | -                  | -           | -           | -           | 5      | 1      |        |
| gen.-giu. 2018  | St. Johnstone   | PL              | 7+4        | 1          | SC+CdL          | 1+0             | 0               | -                  | -                  | -                  | -           | -           | -           | 12     | 1      |        |
| 2018-2019       | St. Mirren      | PL              | 10         | 0          | SC+CdL          | 0+2             | 0               | -                  | -                  | -                  | -           | -           | -           | 12     | 0      |        |
| Totale carriera | Totale carriera | Totale carriera | 24         | 1          |                 | 5               | 1               |                    | -                  | -                  |             | -           | -           | 29     | 2      |        |